# Lepidodactylus shebae
Lepidodactylus shebae — вид геконоподібних ящірок родини геконових (Gekkonidae). Ендемік Соломонових Островів.

## Поширення і екологія
Lepidodactylus shebae відомі за типовим зразком, зібраним в районі аеропорту Хоніари на острові Гуадалканал в архіпелазі Соломонових островів. Вони живуть у вологих тропічних лісах.